# Aulosaphobracon striatus
Aulosaphobracon striatus är en stekelart som beskrevs av Belokobylskij, Zaldivar och Maeto 2008. Aulosaphobracon striatus ingår i släktet Aulosaphobracon och familjen bracksteklar. Inga underarter finns listade.